# Downtown Seattle Transit Tunnel

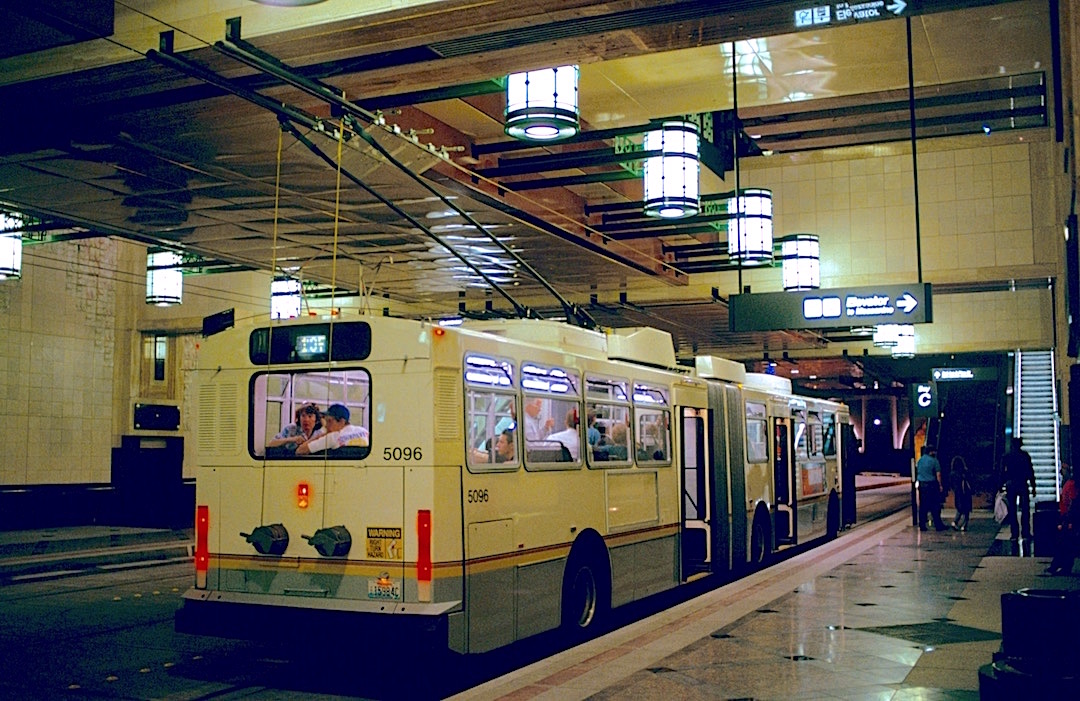
Un filosnodato Breda nel tunnel nel 1990

Il Downtown Seattle Transit Tunnel, o Metro Bus Tunnel, è un tunnel di transito lungo 2,1 km (1,3 mi) situato sotto Downtown Seattle, dalla 9th Avenue e Pike Street, fino alla 5th Avenue S. e S.Jackson Street. Approvato dalla Metro Transit nel 1983, la costruzione iniziò nel 1987. Venne completata ed entrò in esercizio nel 1990 per un costo totale di $ 455 milioni.   Nel maggio del 2000 il consiglio comunale trasferì la proprietà alla Sound Transit ma la proprietà, nel 2002, venne ritrasferita nuovamente alla King County Metro.
Il tunnel venne chiuso il 24 settembre del 2005 per consentire l'utilizzo congiunto, sia con la linea della metropolitana leggera Central Link, che degli autobus. Prima della chiusura il tunnel era utilizzato da circa dodici linee di autobus a doppia alimentazione, e all'interno del tunnel utilizzavano il motore elettrico come i filobus, e il motore diesel nelle strade cittadine. Il tunnel venne riaperto il 24 settembre del 2007. Inoltre, venne costruito un tunnel più piccolo, che si diramava dal tunnel principale, sotto Pine Street, tra la 7th Street e Boren Avenues, per consentire ai treni, sia di fermarsi ed invertire il senso di marcia, che per future estensioni della Central Link.
A causa della conversione per il Central Link, i filobus non possono più accedere al tunnel. Questi autobus sono già stati sostituiti dalla nuova flotta di veicoli ibridi della King County Metro. Mentre quegli autobus producevano molte più emissioni rispetto ai filobus standard, i nuovi producono molte meno emissioni rispetto agli standard degli autobus a motore diesel e non hanno bisogno di un collegamento alla rete elettrica.
Da quando il pavimento del tunnel venne abbassato per consentire il passaggio della ferrovia leggera, sono nate delle preoccupazioni sul fatto che gli specchietti degli autobus si trovino all'altezza della testa delle persone con il rischio che potrebbero colpire coloro che sono in attesa sulle piattaforme. Per evitare questo, gli specchi vennero dotati di luci intermittenti. Allo stesso tempo la velocità di ingresso e di uscita dalle stazioni fu ridotta da 24 km/h a 16 km/h.
Il tunnel è situato interamente nell'area Ride free, quindi non viene applicato nessun costo hanno agli autobus in tutte le cinque fermate durante le ore in cui è attivo il servizio gratuito. A causa della differente politica della Sound Transit, sul Central Link è richiesto il biglietto.

## Servizi
Oltre al Central Link, il Downtown Seattle Transit Tunnel viene utilizzato dalle seguenti linee bus: King County Metro 41 (Northgate, Lake City), 71 (U-District, Wedgwood), 72 (U-District, Lake City), 73 (U-District, Jackson Park), 74 Express (U-District, Sand Point), 76 (Green Lake P&R, Wedgwood), 77 (Maple Leaf, Jackson Park, North City), 101 (Renton), 102 (South Renton, Fairwood), 106 (Rainier Beach, Renton), 150 (Southcenter, Kent), 212 (Eastgate), 216 (Sammamish, Bear Creek P&R), 217 (Eastgate, N Issaquah), 218 (Eastgate Freeway Station, Issaquah Highlands P&R), 225 (Eastgate, Overlake), 229 (Eastgate, Phantom Lake, Overlake), 255 (Kirkland, Brickyard P&R), 256 (S Kirkland, Overlake), 301 (Richmond Beach, Aurora Village), 316 (Green Lake P&R, NSCC, Meridian Park) e Sound Transit Express 550 (Bellevue).
Il tunnel viene utilizzato dalla Central Link per i servizi bus da lunedì a sabato dalla 5 del mattino all'una di notte, il sabato dalla 6 del mattino a mezzanotte. Gli autobus attivi durante le ore di chiusura utilizzano le strade di superficie.

## Percorsi
L'accesso nord si trova tra la 9th Avenue e Olive Way, con una doppia rampa proveniente dalla corsia preferenziale dell'Interstate 5. Da questo punto il tunnel corre sotto Pine Street, quindi gira a sinistra e continua sotto 3rd Avenue per la maggior parte della sua lunghezza. Il tunnel passa circa un metro sotto il Great Northern Tunnel. Il portale Sud si trova neu pressi della 4th Avenue e Royal Brougham Way, dove gli autobus hanno un doppio accesso verso la corsia preferenziale dell'Interstate 90. Al portale Sud, i binari della ferrovia leggera si separano dal settore condiviso e continuano su un binario proprio, che continua parallelo alla corsia degli autobus di SoDo fino a Lander Street.

### Stazioni
Il Downtown Seattle Transit Tunnel conta cinque stazioni, elencate sotto da nord a sud:
| Station                          | Location                                  | Notes |  |
| -------------------------------- | ----------------------------------------- | --- |  |
| Convention Place                 | 9th Avenue e Pine Street                  | Serve Washington State Convention Center, Paramount Theatre, terminal delle linee Greyhound Lines, tribunale federale. Interscambio in superficie con gli autobus e con l'incrocio traInterstate 5 e Capitol Hill. Gli autobus provenienti da Sud hanno qui il loro terminal. Questa stazione prevede un futuro ampliamento per diventare una stazione d'interscambio. Questa stazione viene utilizzata solo da autobus.                                         |  |
| Westlake                         | Pine Street tra 3rd e 6th Avenues         | Serve Westlake Center, Monorotaia di Seattle, Rete tranviaria di Seattle, Nordstrom, Macy's, Pike Place Market. Transfer to surface buses toward Belltown, Queen Anne Hill, Magnolia, Fremont, Shoreline, Green Lake, e Redmond. Informazioni d'interscambio e di tempi d'attesa possonoessere ottenuti dal Metro Customer Stop al piano intermedio. Questo è il terminal Nord del Central Link. In questo punto il tunnel gira a sinistra e segue Third Avenue. |  |
| University Street                | 3rd Avenue tra Union e Seneca Streets     | Serve: Benaroya Hall, Seattle Art Museum, Seattle Central Library, Ufficio Postale, Washington Mutual Tower. Interscambio in superficie con gli autobus verso First Hill |  |
| Pioneer Square                   | 3rd Avenue tra Cherry Street e Yesler Way | Serves Pioneer Square, tribunale della contea, King County e uffici governativi, prigione di King County Jail, traghetti dello Stato a Colman Dock |  |
| International District/Chinatown | 5th Avenue S. e S. Jackson Street         | Serve International District, King Street Station, Uwajimaya, Rete tranviaria di Seattle, Metro e Sound Transit offices. Interscambio con gli autobus verso Rainier Valley, Beacon Hill, distretto industriale, SoDo, and the Eastside. Gli autobus dal lato Nord del tunnel hanno qui il loro terminal. |  |